# Niki de Saint Phalle

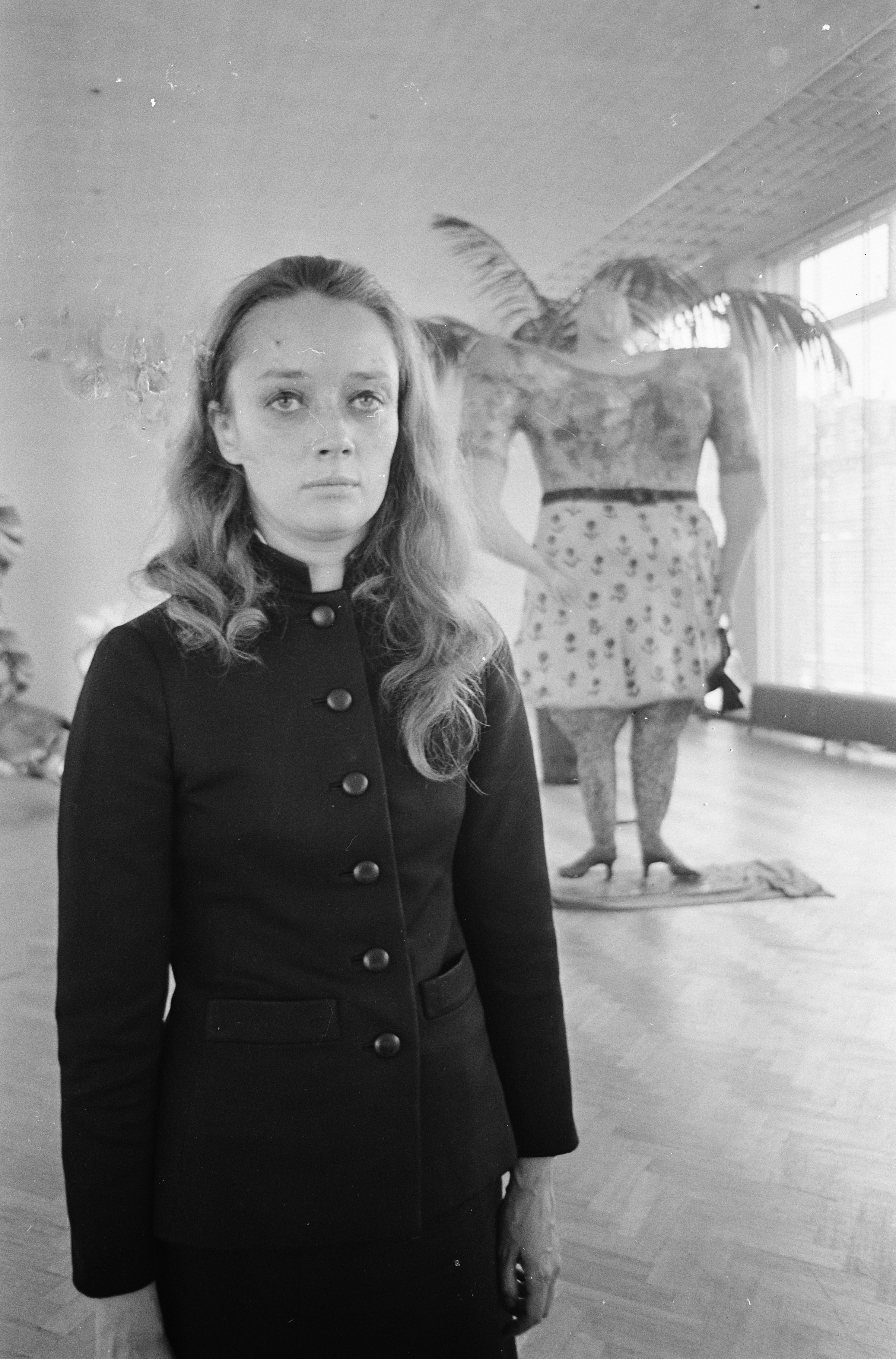
Niki de Saint Phalle im Stedelijk Museum, Amsterdam, 23. August 1967

Niki de Saint Phalle (Aussprache [də sɛ̃ ˈfal], eigentlich Catherine Marie-Agnès Fal de Saint Phalle, * 29. Oktober 1930 in Neuilly-sur-Seine bei Paris; † 21. Mai 2002 in San Diego) war eine französisch-schweizerische Malerin und international bekannte Bildhauerin der Moderne.
Einer breiten Öffentlichkeit wurde sie als Künstlerin vor allem durch ihre „Nana“-Figuren bekannt, die ab 1965 entstanden und 1966 sowie 1968 während der 4. documenta im und vor dem Staatstheater Kassel sowie 1974 in Hannover am Leibnizufer aufgestellt wurden, wo sie heute Teil der Skulpturenmeile sind. Ihre Schenkung von Werken ihres Ehemannes Jean Tinguely ermöglichte nach seinem Tod den Bau des Museums Tinguely in Basel.

## Leben

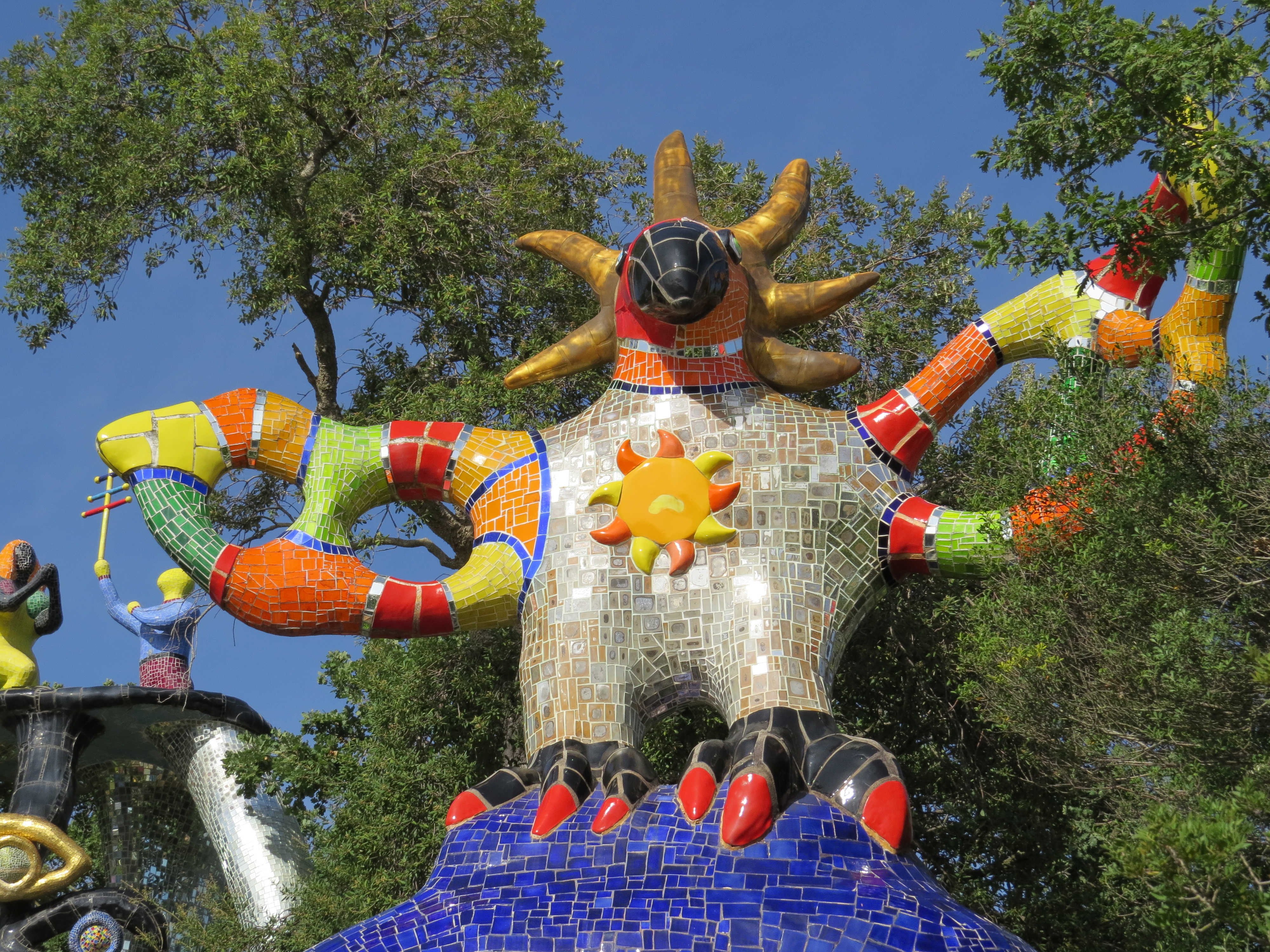
Die Sonne, dargestellt als Vogel, Karte Nr. XVIIII, Tarotgarten, Capalbio, Toscana

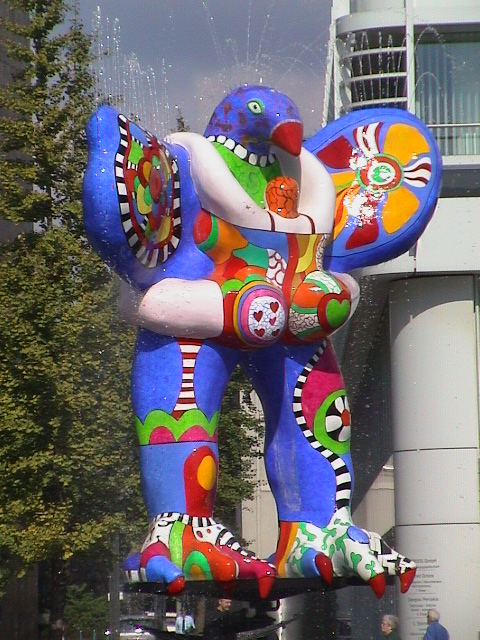
Lifesaver-Brunnen in Duisburg

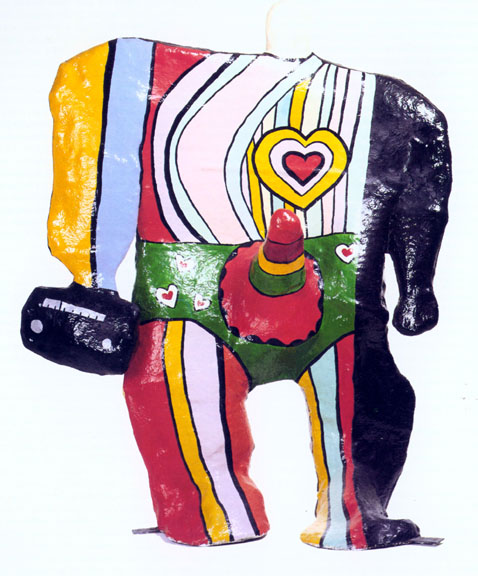
Adam in Thessaloniki

Teilansicht des Strawinski-Brunnens in Paris

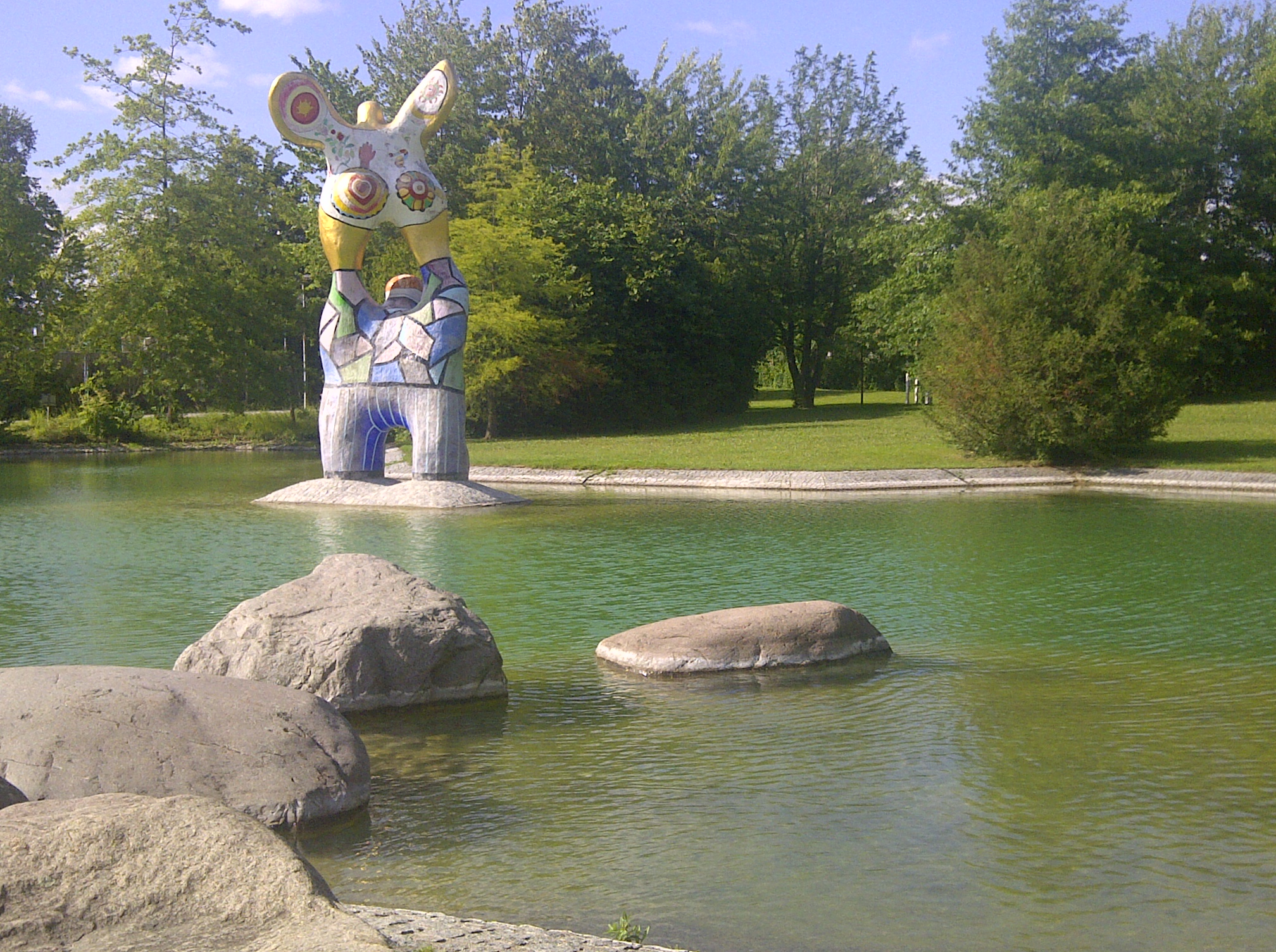
Der Dichter und seine Muse auf dem Skulpturenpfad der Universität Ulm

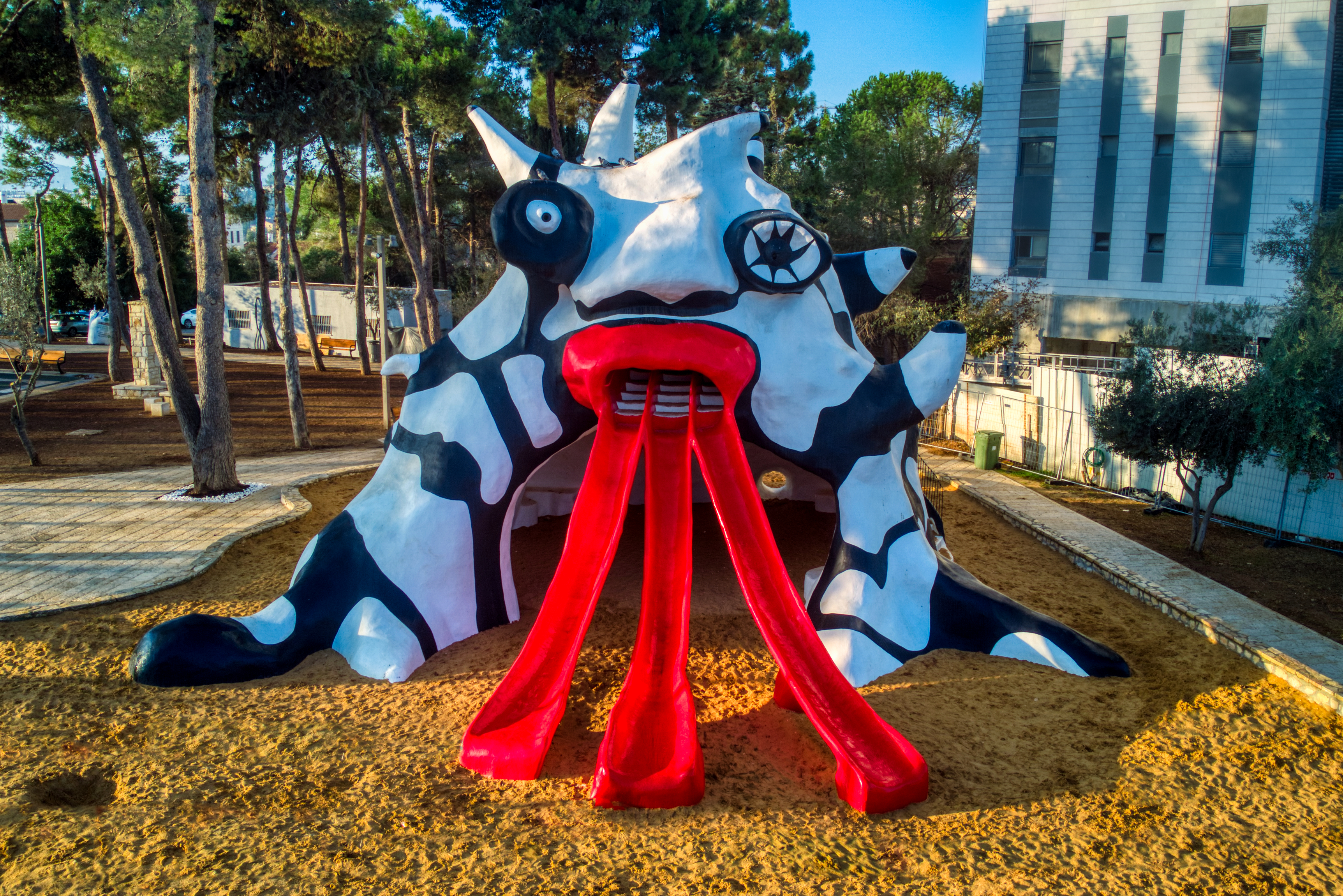
Der Golem, Kiryat Hayovel, Jerusalem

Catherine „Niki“ de Saint Phalle wurde im Pariser Nobelvorort Neuilly-sur-Seine als Tochter von André Marie Fal de Saint Phalle und Jeanne Jacqueline (geborene Harper) geboren. Der Vater, ein Bankier aus einem alten französischen Adelsgeschlecht, war ein Börsenmakler, der während des Börsenkrachs von 1929 verarmte. Die Mutter war Amerikanerin. Niki wuchs hauptsächlich in den USA auf und erhielt infolge ihrer Heirat mit dem Schweizer Jean Tinguely im Jahr 1971 das Schweizer Bürgerrecht (heimatberechtigt in Basel). Sie war ebenso wie Tinguely eng mit der Familie des ebenfalls in der Schweiz lebenden Kunstmäzens und Sammlers Theodor Ahrenberg befreundet.
Von 1936 bis 1945 besuchte Niki de Saint Phalle die Klosterschule Sacré-Cœur in New York. Gemäß eigener Aussage soll sie ab dem elften Lebensjahr von ihrem Vater mehrere Jahre sexuell missbraucht worden und über eine spätere Therapie zur Kunst gelangt sein.
Ihr Künstlerfreund Pontus Hultén schrieb über sie:

„Mehr oder weniger bewusst verstand sie ganz allmählich, dass Kunst ein Lebensprinzip ist, für manche Menschen vielleicht das Lebensprinzip überhaupt, das aber mitsamt seinen Kräften leider domestiziert und kultiviert worden war. Gleichzeitig erkannte sie, dass man sich dieses Prinzips nach Gutdünken bedienen konnte, um dunkle Mächte zu rufen und sie für sich in den Dienst zu nehmen. Hierfür gab es weder Regeln noch Einschränkungen, sie konnte tun und lassen, was sie wollte. Dieser Weg, zwischen der Welt in ihrem Innern und der Außenwelt eine Beziehung herzustellen und damit eine Identität zu finden, bot sich ihr in einer Krisensituation. Ihre ersten Bilder zeigen sehr genau, wie sie Gewalt und Erregung auf diese Weise freisetzen konnte.“

Sie selbst sagte dazu:

„Ich war eine zornige junge Frau, doch gibt es ja viele zornige junge Männer und Frauen, die trotzdem keine Künstler werden. Ich wurde Künstler, weil es für mich keine Alternative gab – infolgedessen brauchte ich auch keine Entscheidung zu treffen. Es war mein Schicksal. Zu anderen Zeiten wäre ich für immer in eine Irrenanstalt eingesperrt worden – so aber befand ich mich nur kurze Zeit unter strenger psychiatrischer Aufsicht, mit zehn Elektroschocks usw. Ich umarmte die Kunst als Erlösung und Notwendigkeit.“

Mit 18 Jahren heiratete sie heimlich ihren Jugendfreund Harry Mathews, 1951 und 1955 bekamen sie ihre Kinder Laura und Philip. 1952 kehrte sie nach Paris zurück. 1953 entstanden ihre ersten Gemälde. Zunächst arbeitete sie als Aktionskünstlerin und machte ab 1956 mit ihren „Schießbildern“ auf sich aufmerksam. Dies waren Gipsreliefs mit eingearbeiteten Farbbeuteln, auf die sie während der Vernissage schoss. 1960 wurde die Ehe mit Mathews geschieden.
Sie starb am 21. Mai 2002 im Alter von 71 Jahren im Süden des US-Bundesstaates Kalifornien in San Diego, das für sein mildes pazifisches Klima bekannt ist. Die Ärzte hatten ihr den Aufenthalt dort aus gesundheitlichen Gründen empfohlen. Sie selbst war der Meinung, dass sie nach jahrzehntelanger Arbeit mit den giftigen Dämpfen, die bei der Verarbeitung des Kunststoffes entstehen, schwere Gesundheitsschäden der Atemwege davongetragen hatte. Ihre Grunderkrankung war aber selektiver Immunglobulin-A-Mangel. Ihre chronische Bronchitis, die extrem schmerzhafte rheumatische Arthritis, ihre Schilddrüsenerkrankung, das Asthma und die Lungenentzündungen sind durch den starken Immunglobulinmangel zu erklären. Atemnot und wiederholte Lungenentzündungen traten schon lange vor ihrer Arbeit mit Kunststoffen auf. Später verstärkten die giftigen Kunststoffdämpfe, das Einatmen von Pigmenten und das Passivrauchen wahrscheinlich das Lungenleiden. In ihrem letzten Lebensjahrzehnt war der Immunglobulin-Mangel bei ihr plötzlich nicht mehr nachweisbar.

## Künstlerische Entwicklung
Im Juni 1961 nahmen Saint Phalle und Tinguely zusammen mit Jasper Johns und Robert Rauschenberg an einem Happening und Konzert mit dem Titel Variations II teil, das von dem amerikanischen Komponisten John Cage orchestriert und in der amerikanischen Botschaft in Paris durchgeführt wurde. Während David Tudor die Kompositionen von Cage am Klavier spielte, schufen die Künstler ihre Kunstwerke während der Kunst-Aktion vor Publikum auf der Bühne.
Ab 1962 wurde sie von Alexander Iolas finanziell unterstützt, er organisierte ihr Ausstellungen und führte sie in den Kreis prominenter Künstler ein. 1962 nahm sie gemeinsam mit Jean Tinguely an der Ausstellung Dylaby in Amsterdam teil. Ab 1965 entstanden die ersten „Nanas“ – Frauenfiguren mit betont üppigen und runden Formen –, anfangs noch aus Draht und Textilien gefertigt. Schon bald wechselte sie jedoch ihre Technik und arbeitete vorwiegend mit Polyester, einem Material, das unter anderem bevorzugt im Bootsbau verwendet wird. 1965 entstand für die Peter-Stuyvesant-Zigarettenfabrik in Zevenaar die 2 Meter hohe Lili ou Tony.
1966 installierte sie auf Veranlassung des Direktors Pontus Hultén (unter Mitarbeit ihres späteren zweiten Ehemanns Jean Tinguely, den sie 1955 kennengelernt hatte) und des Schweden Per Olof Ultvedt im Stockholmer Moderna Museet eine 29 Meter lange liegende Skulptur mit dem Namen Hon (schwedisch: „sie“), die durch die Vagina betreten werden konnte und in deren Innerem sich unter anderem eine Bar und ein Kino befanden. Die Nanas wurden mit bunten Farben bemalt.
1968 nahm Niki de Saint Phalle erstmals an einer Ausstellung des Museum of Modern Art in New York teil. Weitere Ausstellungen folgten 1969 in München und in Hannover sowie 1970 in Paris, 1971 in Amsterdam, Stockholm, Rom und New York.
1979 begann sie in der Toskana in Capalbio, südlich von Grosseto, mit dem Bau des Giardino dei Tarocchi. Dieser Garten des Tarot wurde 1998 für die Öffentlichkeit freigegeben mit 22 Tarot-Figuren teilweise auch als Gebäude realisiert. Die Künstlerin hat einige Jahre auch darin gewohnt und dazu Innenausstattungen gestaltet.
Noch bekannter ist der 1982 begonnene Bau des Strawinski-Brunnens vor dem Centre Pompidou in Paris, der von ihr zusammen mit Jean Tinguely gestaltet wurde.
Niki de Saint Phalle gehörte zu den Gründungsausstellerinnen der Bundeskunsthalle in Bonn. Von Juni bis November 1992 stellte sie unter anderem auf deren Dachgarten über 20 zum Teil begehbare Großplastiken aus. 1999 übernahm Niki de Saint Phalle den Auftrag zur Ausgestaltung der Grotten im Großen Garten in Hannover-Herrenhausen, die seit 2003 für Besucher offen stehen. Ihr Werk „L’ange protecteur“ („Schutzengel“, schwebende Frauenfigur) befindet sich in der Halle des Zürcher Hauptbahnhofes.
Seit 2008 ist sie mit einigen Werken im museum FLUXUS+ in Potsdam ausgestellt.
Ihr siegreicher Entwurf für die Neugestaltung des Hamburger Spielbudenplatzes konnte wegen ihres Todes nicht mehr verwirklicht werden.

## Ehrungen
- Im Jahr 2000 wurde sie mit dem japanischen Praemium Imperiale ausgezeichnet.
- Am 17. November 2000 wurde sie zur Ehrenbürgerin der Stadt Hannover ernannt. Sie vermachte am 19. November 2000 aus diesem Anlass über 400 ihrer Werke dem Sprengel-Museum[17] in Hannover. Der vorgesehene Ergänzungsbau des Museums soll eine Dauerausstellung ihrer Werke ermöglichen.
- Die Betriebskindertagesstätte des Universitätsklinikums Münster trägt zu Ehren der Künstlerin seit dem Jahr 2000 ihren Namen.[18]
- Im Jahr 2002 wurde die Einkaufspassage Passerelle in der Innenstadt von Hannover in Niki-de-Saint-Phalle-Promenade umbenannt.

## Filmografie
- 1968: Ich (TV)
- 1973: Daddy

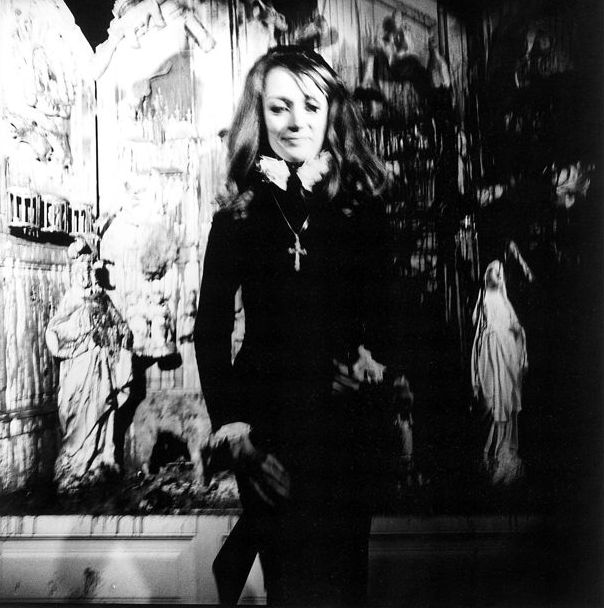
Niki de Saint Phalle, Foto: Lothar Wolleh, 1970

- 1976: Un rêve plus long que la nuit
- 1995: Niki de Saint Phalle – Regie: Peter Schamoni (Dokumentarfilm)[19]
- 2024: Niki de Saint Phalle (Niki, Filmbiografie) – Regie: Céline Sallette

## Hörspiele
Die Hörspielautorin und -regisseurin Barbara Meerkötter entwickelte das Hörspiel Big Girl Now! Klappe 1–16 für Niki de Saint Phalle, welches assoziativ und impulsiv Niki de Saint Phalles Leben mit dem Film Un rêve plus long que la nuit (dt. Ein Traum – länger als die Nacht oder Camélia und der Drachen) verbindet. Die Ursendung fand am 15. März 2013 beim RBB Kulturradio statt.

## Ausstellungen (Auswahl)
- 1993/94: Niki de Saint Phalle. Aventure suisse, Museum für Kunst und Geschichte Freiburg
- 2009: Niki de Saint Phalle. Mythen – Märchen – Träume, Forum Würth, Chur, Schweiz[20]
- 2011: Niki de Saint Phalle. Spiel mit mir. Sammlung Würth und Leihgaben, Kunsthalle Würth, Schwäbisch Hall[21]
- 2015: Niki de Saint Phalle, Guggenheim-Museum Bilbao
- 2016/17: „Ich bin eine Kämpferin“ Frauenbilder der Niki de Saint Phalle, Museum Ostwall, Dortmund (in Kooperation mit dem Sprengel Museum Hannover und der Niki Charitable Art Foundation). Katalog.
- 2016/17: Niki de Saint Phalle. At Last I Found the Treasures, Kunst- und Kulturstiftung Opelvillen Rüsselsheim, Rüsselsheim; Leopold-Hoesch-Museum, Düren, Katalog.
- 2017/18: Niki de Saint-Phalle, Museo Ettore Fico, Turin
- 2017/18: Niki de Saint Phalle und Jean Tinguely, Samuelis Baumgarte, Bielefeld
- 2019/20: Niki de Saint Phalle, Chuck Close, Museo d’Arte della città di Ravenna
- 2020/21: Niki de Saint Phalle in the 1960s, The Menil Collection, Houston, USA
- 2022: Niki de Saint Phalle, Kunsthaus Zürich, Zürich, in Kooperation mit der Schirn Kunsthalle Frankfurt
- 2023: Niki de Saint Phalle, Schirn Kunsthalle Frankfurt, Frankfurt am Main, in Kooperation mit dem Kunsthaus Zürich.[22][23]
- 2025–2026: Niki de Saint Phalle, Jean Tinguely, Pontus Hulten, Grand Palais, Paris, 26. Juni 2025 bis 4. Januar 2026[24]

## FotogalerieNana-Plastiken

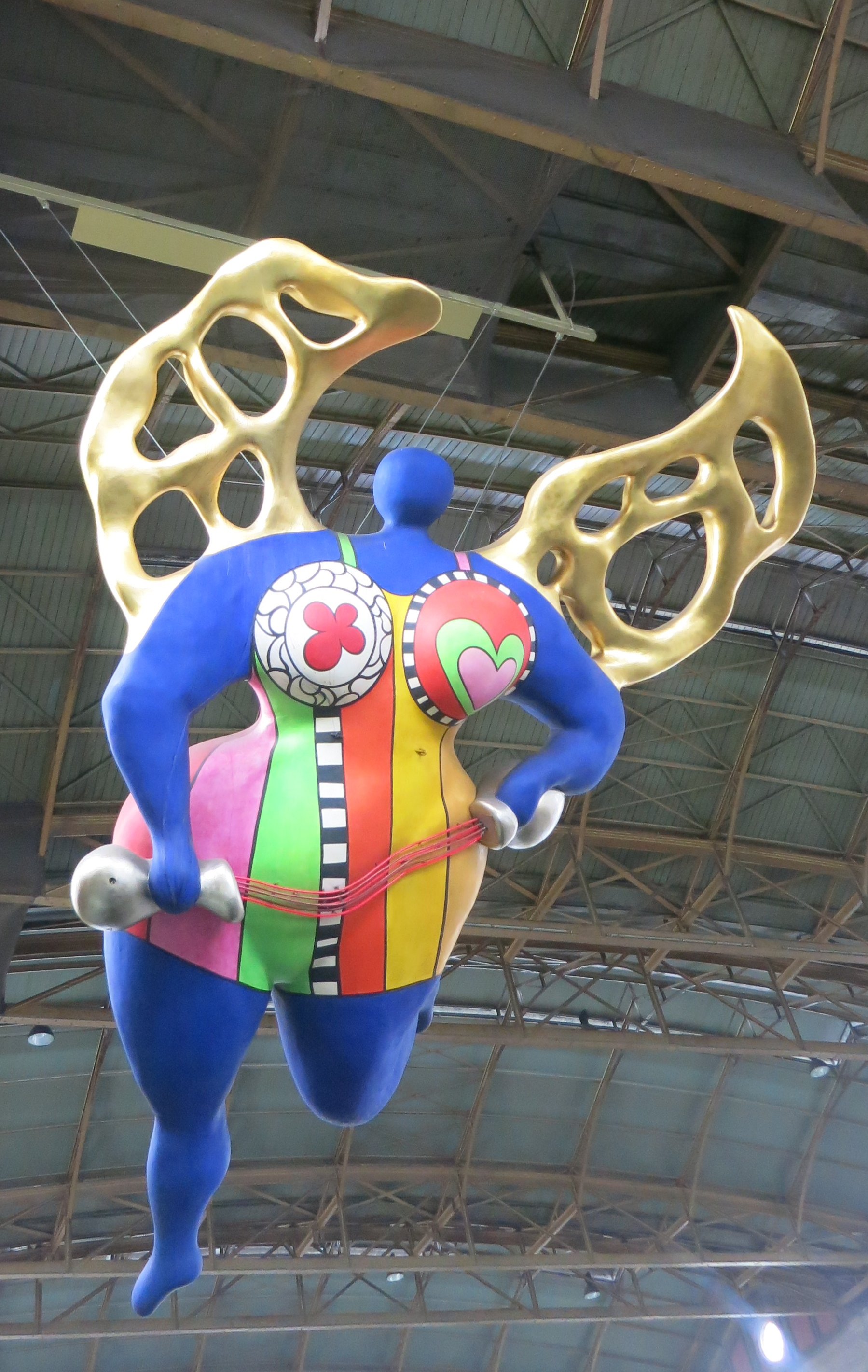
Nana im Zürcher Hauptbahnhof
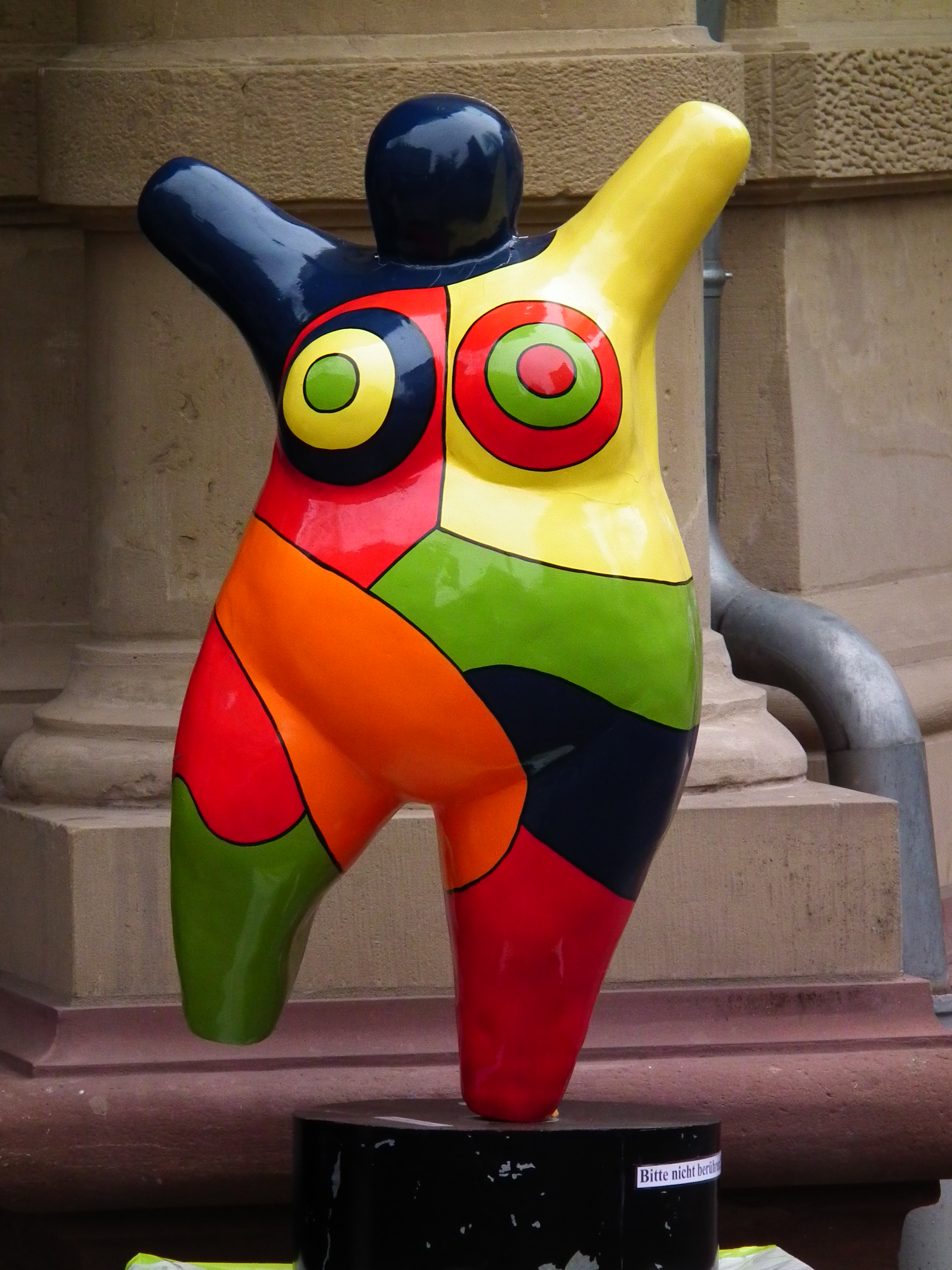
Nachbildung in Karlsruhe
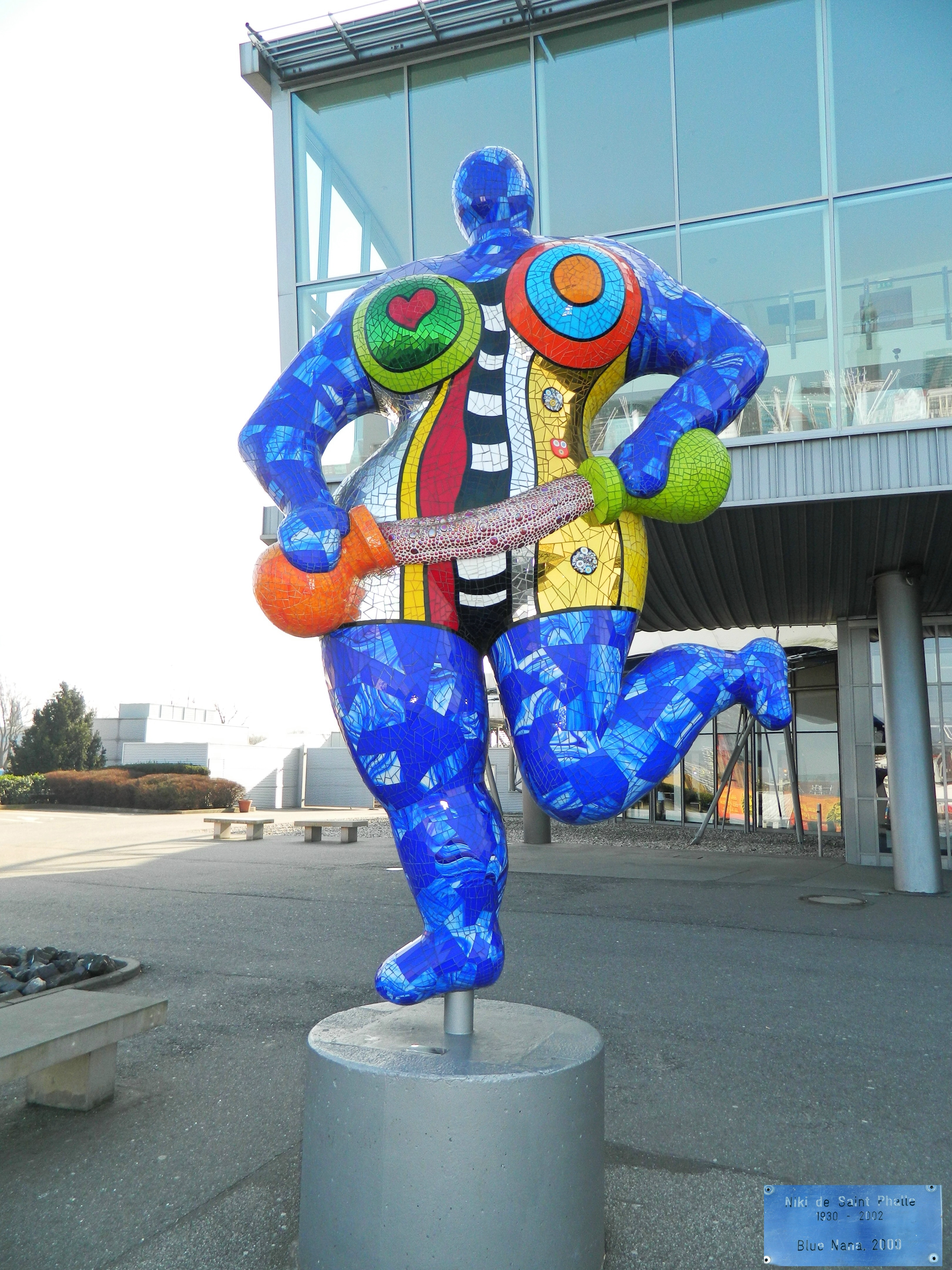
Blue Nana in Hamburg
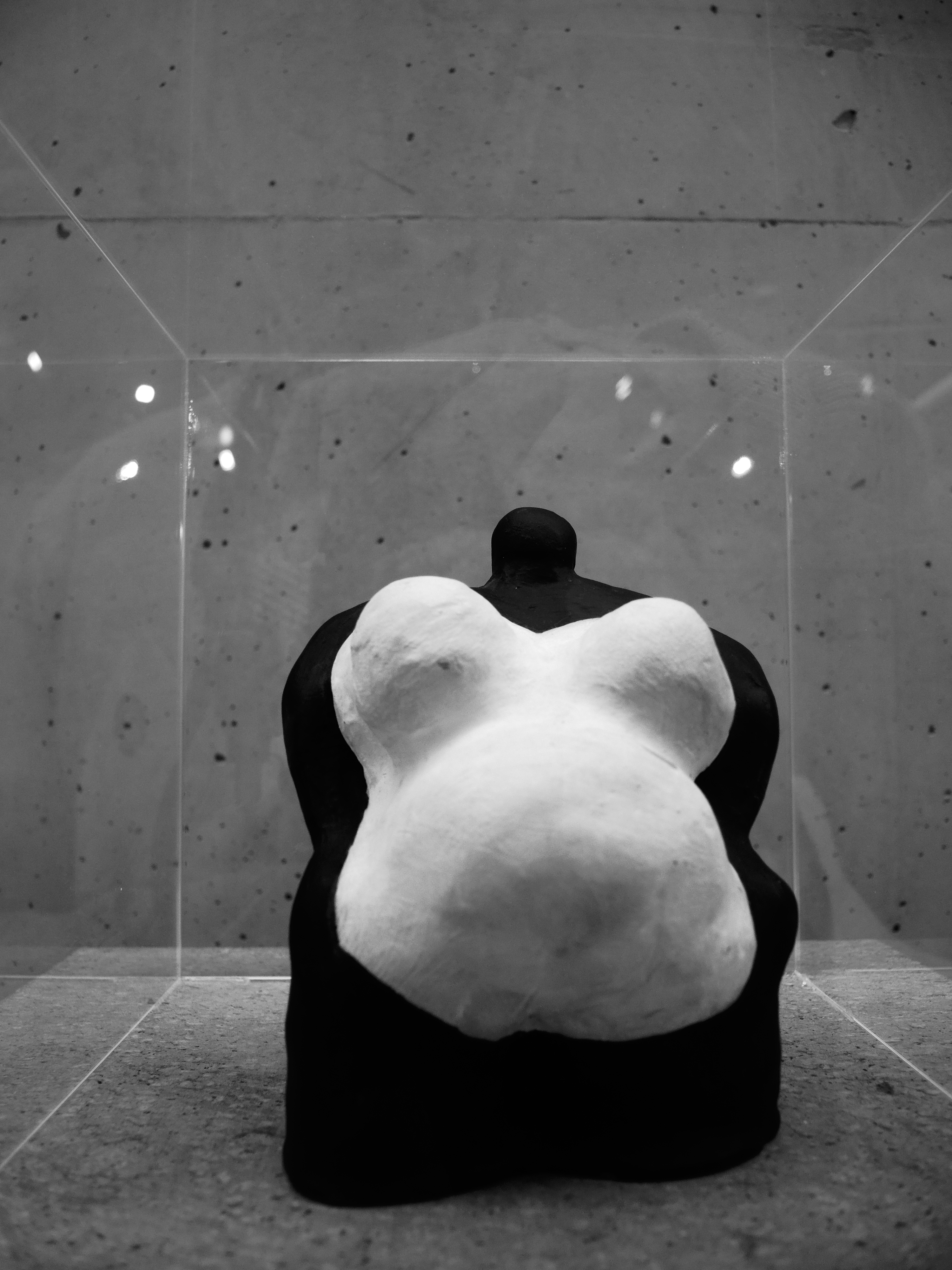
Nana in Beelden aan Zee
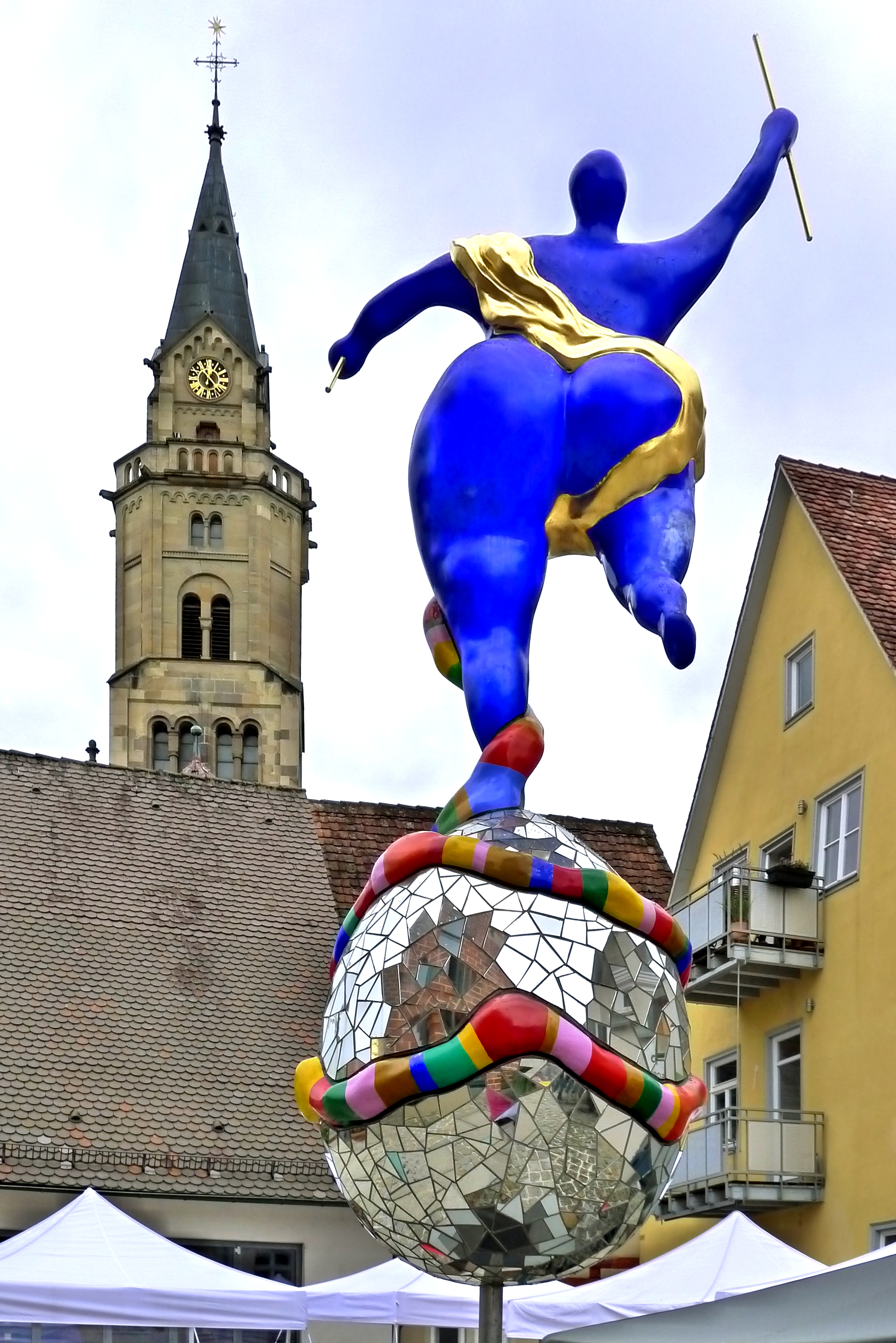
Nana in Schwäbisch Hall
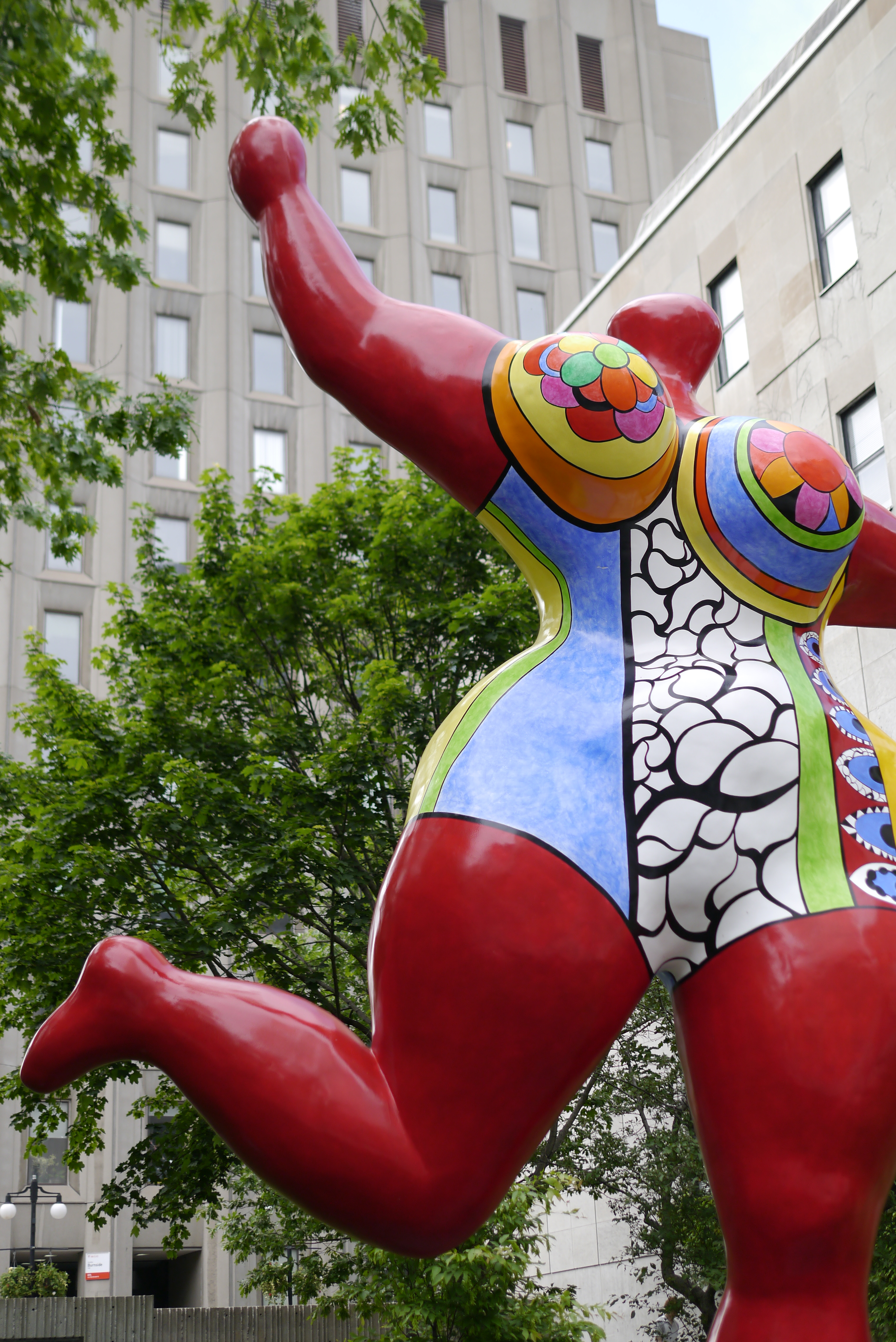
Nana danseuse
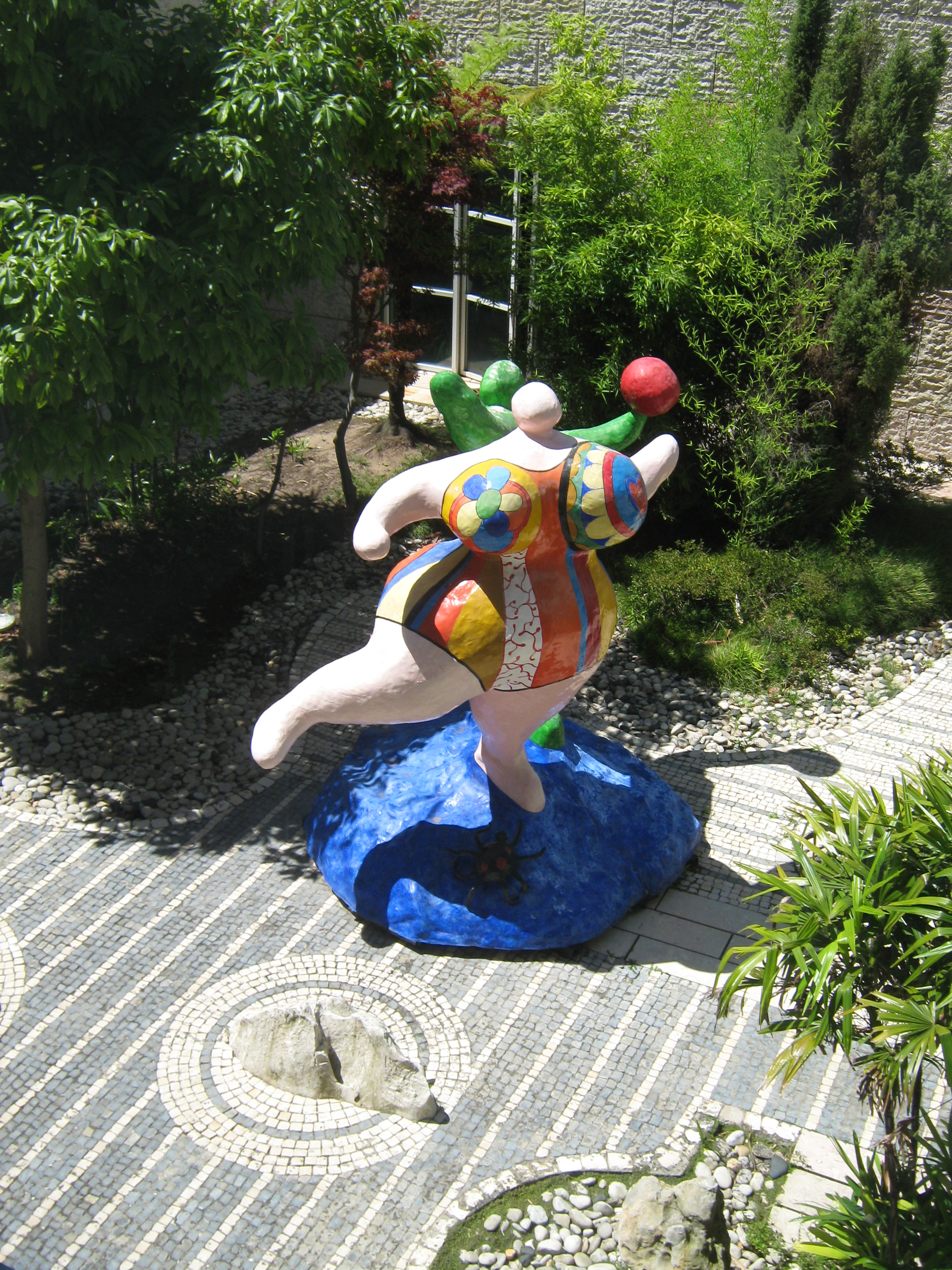
Nana im Centro Cultural de Belém, Lissabon
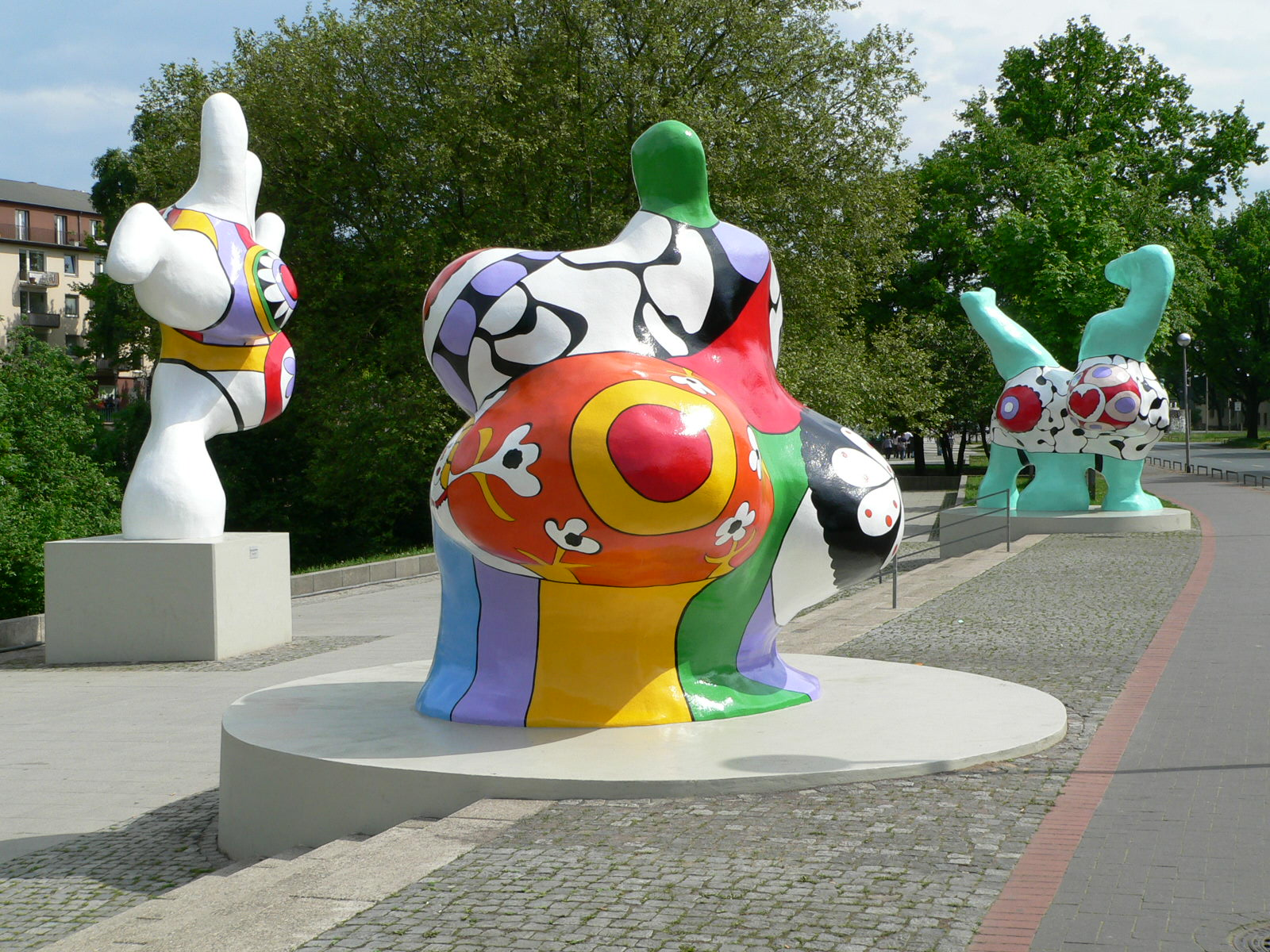
Nanas in Hannover
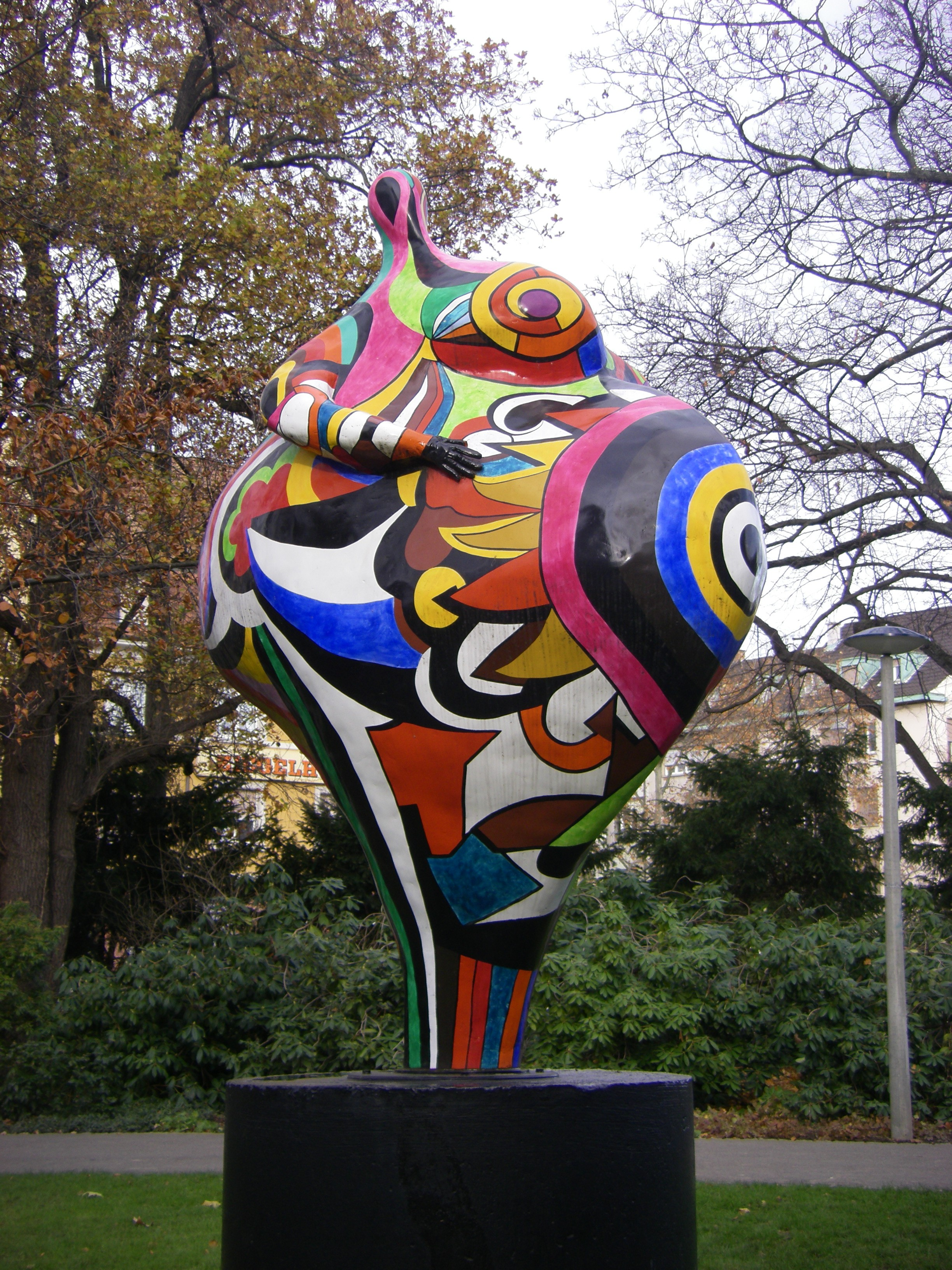
Nana Gwendolyn, Tinguely-Museum, Basel, 1966

## Dokumentation
- Niki de Saint Phalle und Jean Tinguely: Komplizen der Kunst. Regie: Sabine Jainski, ZDF, Deutschland, 53 Minuten, 2025